# Município metropolitano de Ekurhuleni
Ekurhuleni é uma cidade e município metropolitano que constitui a administração local da região de East Rand, na província de Gauteng, na África do Sul.
É um dos grandes subúrbios da cidade de Joanesburgo e o seu nome provém de «lugar de paz» na língua Xitsonga. Ekurhuleni é um dos 5 distritos da província de Gauteng e um dos 6 municípios metropolitanos da África do Sul. A capital do município de Ekurhuleni é Germinston. O maior grupo linguístico entre os seus 2 480 260 habitantes é o Zulu (Censo 2001).
A cidade alberga o aeroporto mais movimentado da África do Sul, o Aeroporto Internacional OR Tambo, que se situa na zona de Kempton Park, bem como a sede da South African Airways.